# Monstranz (St. Peter und Paul, Ratingen)

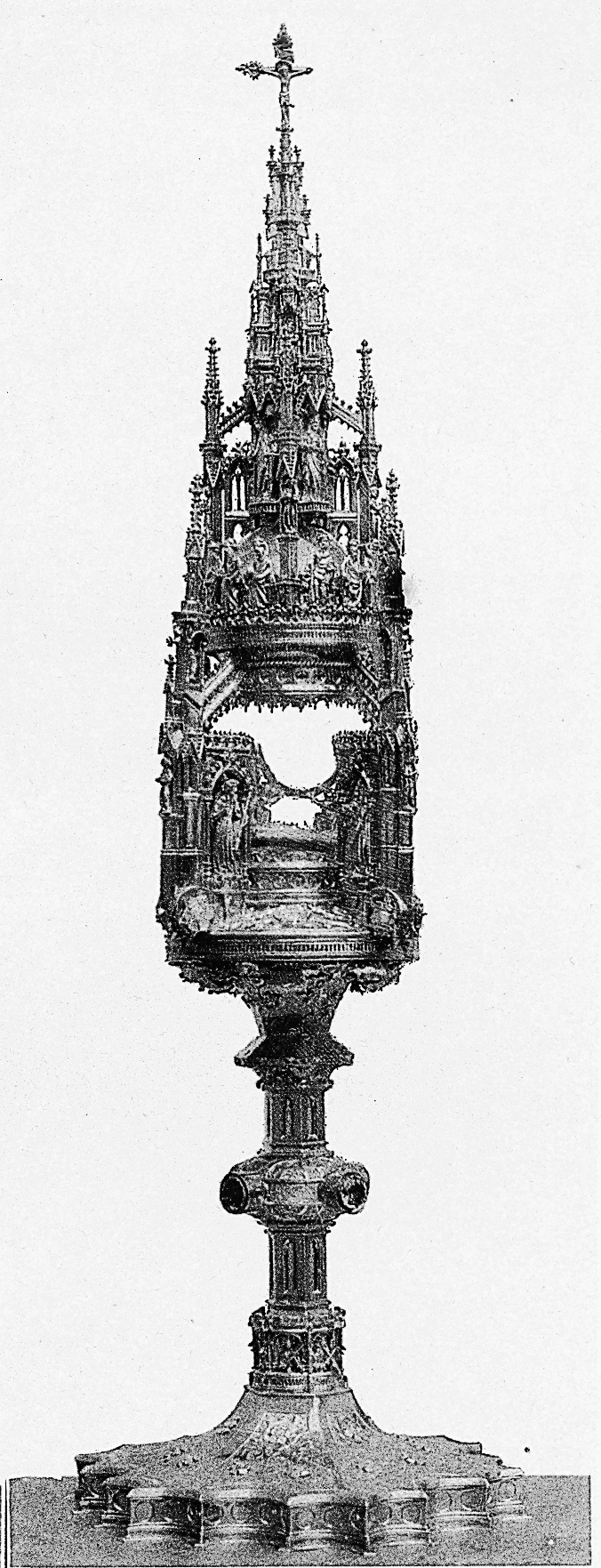
Rheinische Turmmonstranz der Kirche St. Peter und Paul in Ratingen.

Die Monstranz der Kirche St. Peter und Paul in Ratingen ist „die bedeutendste des 14. Jh. am ganzen Rhein“. Die Turmmonstranz wurde im Jahre 1394 geschaffen und ist das Geschenk des Bruno de Duysborgh genannt Meens (gest. 1411), der 1394 Pfarrer in Ratingen war. Stilistisch ist sie mit der Gerresheimer Monstranz verwandt, die demselben Meister zugeschrieben wird. Die Ratinger Monstranz ist auch heute noch in Gebrauch und wird bei den Fronleichnamsprozessionen der Gemeinde mitgeführt.

## Beschreibung
Die Ratinger Monstranz ist 89 cm hoch und besteht aus vergoldetem Silber. Über einem Fuß erhebt sich ein architektonisch reich gestalteter Turm, der mit insgesamt 43 kleinen vollplastischen figürlichen Darstellungen geschmückt ist.
Den Mittelteil bildet der Schauzylinder aus Bergkristall mit knapp 8 cm Durchmesser und 12,4 cm Höhe zur Aufnahme der Hostie. Er wird flankiert von vier Strebewerken mit an ihn angelehnten Bögen, unter denen sich jeweils ein junger Mann mit Passionsinstrumenten befindet. An der Außenseite der Strebebögen ist jeweils ein Posaunenspieler zu sehen.
Der mehrstufige Aufsatz über dem Kristallzylinder ist zum Einsetzen der Hostie abnehmbar. Direkt über dem Schaugefäß liegt eine kleine Kristallkuppel, um die zwölf Apostel mit ihren Symbolen unter einem mit Gitterwerk abgeschlossenen Baldachin stehen. Darauf ruhen vier Pfeiler, geschmückt mit jeweils einem weiteren Musikanten. An den vier Seiten des zweiten Geschosses sind die Figuren der „Patrone“ der Monstranz zu sehen: St. Viktor (Clemen identifiziert ihn noch als St. Gereon), St. Katharina, St. Petrus und St. Helena. Sie stehen unter reich verzierten Baldachinen. Viktor und Helena sind als Patrone der Xantener Stiftskirche als Hinweis auf den Stifter Bruno de Duysborgh zu lesen, der auch Kanoniker des Stiftes St. Viktor in Xanten war. Im nächsten Stockwerk thront die Gottesmutter mit dem Kind und eine nicht sicher zu identifizierende Heilige. Als oberer Abschluss erhebt sich der von einem Kruzifix bekrönte Turmhelm.
Auf dem Fuß befindet sich die Inschrift: BID VOR DEN PRIESTER DE DIT CLEYNOYT AL UP BEREYT GEGEVEN HEET DESER SYNRE KYRKEN TO RATINGHEN TER EREN DES HEYLEN SACRAMENTZ ANNO DOMINI MCCCXCIIII (Bete für den Priester, der dieses Kleinod gern gegeben hat seiner Kirche in Ratingen zu Ehren des Heiligen Sakramentes im Jahre des Herren 1394).
Paul Clemen beschreibt die Monstranz in Die Kunstdenkmäler der Stadt und des Kreises Düsseldorf (1894):

„Der hohe sechsseitige Fuss ist am Rande à jour mit grossen runden Öffnungen durchbrochen, jedes der sechs Blätter dreimal ausgeschweift und mit drei aufgestifteten Silberrosetten. Der meisterhaft gearbeitete sechsseitige Aufsatz zeigt in den durch Streben getrennten Fensteröffnungen unter Zinnen je eine Halbfigur eines musizierenden Jünglings. Der Schaft lädt zu einem runden Knauf mit vier Pasten aus, die mit (erneuten) Glasflüssen verziert sind, um den Knauf ein Silberband. Der Kelchfuss des Krystallcylinders ist mit verschnittenem Laubwerk verziert, zur Seite des Cylinders vier reiche Strebesysteme mit an ihn angelehnten Bögen, unter denen je ein gelockter Jüngling mit den Passionsinstrumenten steht. Nach aussen je ein posaunenblasender Jüngling. In den Türmchen zweimal ein König, zweimal eine königliche Jungfrau. Die Krönung erhebt sich in vier Stockwerken. Über dem mit Gitterwerk abgeschlossenen Baldachin stehen im Kreise um die Krystallkuppel die zwölf Apostel mit ihren Symbolen. An den vier Pfeilern des Aufsatzes wieder je ein musizierender Jüngling. An den vier Seiten des ersten Geschosses die Figuren von S. Gereon, S. Katharina, S. Petrus, S. Helena unter vorgekragten, auf das reichste verzierten Baldachinen. Der in der reichsten Architekturgliederung sich erhebende Aufsatz schliesst mit einem (erneuten) Kruzifix ab.“